# 盧卡什·蘇卡拉
盧卡什·蘇卡拉（波蘭語：Łukasz Szukała；1984年5月26日—）是一位波蘭足球運動員。在場上的位置是中後衛。。他也代表波蘭國家足球隊參賽。